# Vincenc Zahradník
Vincenc Zahradník (29. prosince 1790 Mladá Boleslav – 31. srpna 1836 Křešice) byl český katolický kněz, autor náboženských a filozofických spisů a bajek.

## Život

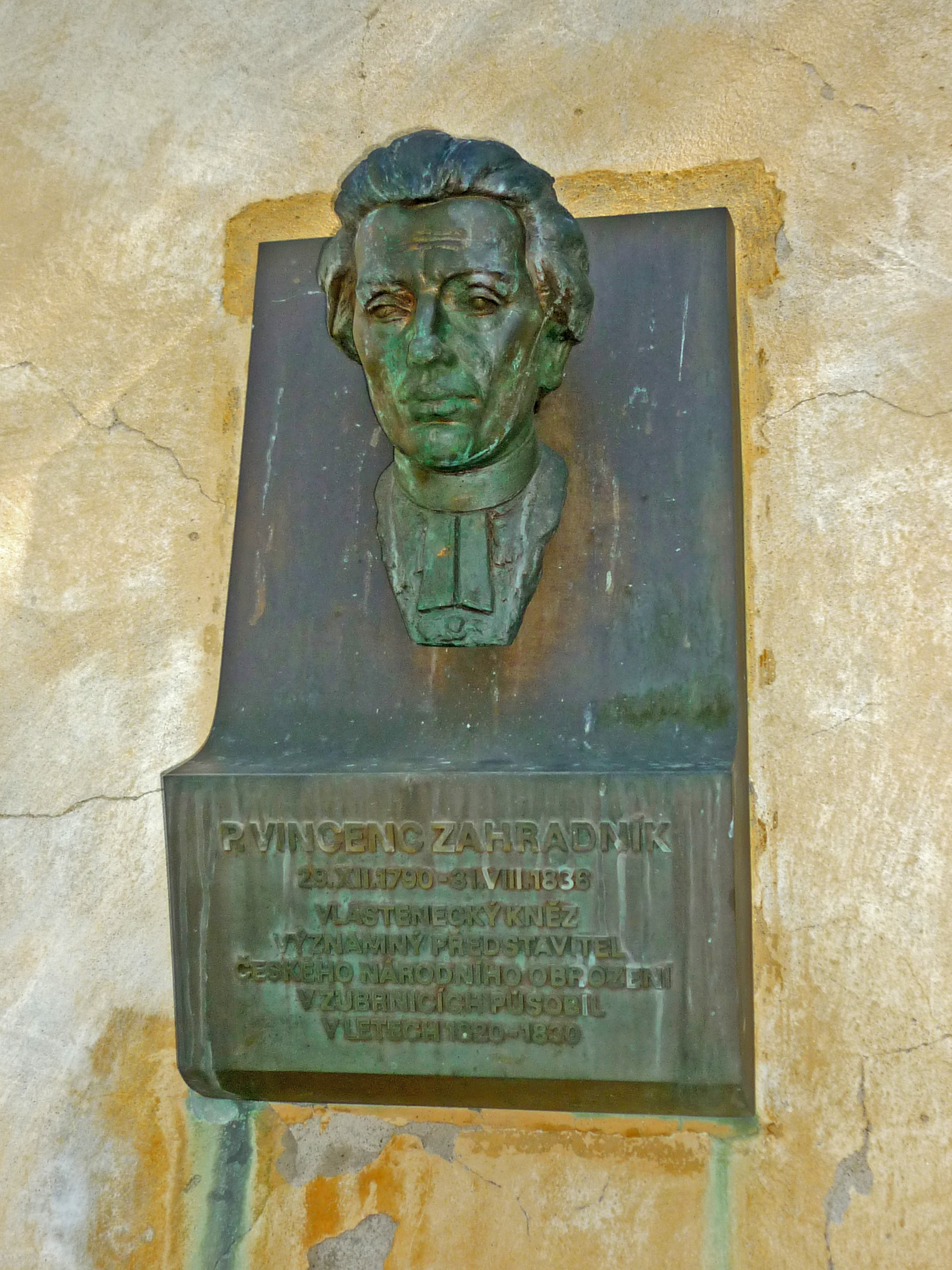
Busta Vincence Zahradníka na kostele sv. Máří Magdaleny v Zubrnicích

Po absolvování gymnázia studoval v letech 1807 až 1813 teologii v Litoměřicích, kde se stal 12. srpna 1813 knězem. Působil krátce jako kaplan v Křinci a Všejanech, roku 1816 ho biskup Josef František Hurdálek jmenoval svým sekretářem a pověřil ho vedením biskupské knihovny. Roku 1820 se stal profesorem pro pastorální teologii na litoměřickém semináři. Byl prvním česky píšícím filozofem, vytvářel českou filozofickou terminologii. Protože patřil mezi bolzanisty, byl zařazen mezi „nespolehlivé osoby“ a byl proto odvolán ze všech funkcí a poslán na faru v Zubrnicích a později do Křešic, kde roku 1836 zemřel, na následky infekční choroby (tyfus), kterou se nakazil, při zaopatřování nemocných.

## Dílo
- Leben des heil. Johannes von Nepomuk, Carl Wilhelm Medau, Litoměřice, 1829. Dostupné online
- Bájky, 1832
- O žiwotu a powaze zesnulého w Pánu, býwalého Litoměřického biskupa, Josefa Františka Hurdálka, ČKD, 1834/č. 1, s. 104–130.
- Bájky i básně, 1906
- Filosofické spisy (v 5 svazcích), 1907–1918. Díl III. dostupný online, 
 Díl V. dostupný online

## Trivia
Jako o znevažujícím, žertovaném a nevhodném se vyjádřil o dílu známého rakouského kazatele Abrahama od Sv. Kláry.